# Csin Er Si Huang-ti
Csin Er Si Huang-ti (Qin Er Shi Huangdi) (kínaiul: 秦二世皇帝, pinjin (pinyin) hangsúlyjelekkel: Qín Èr Shì Huángdì; i. e. 230. október 29. – i. e. 207. október 1.) Kína második császára, aki apját, Csin Si Huang-ti (Qin Shi Huangdi)t követte a Csin (Qin)-dinasztia trónján i. e. 210-ben, de alig három évnyi uralkodást követően öngyilkosságot követett el. Halála után néhány héttel, mindössze 15 év fennállás után az első kínai császári ház, a Csin (Qin)-dinasztia elbukott.

## Származása, neve
Jing Hu-haj (Ying Huhai) 嬴胡亥, a Csin (Qin)-dinasztia és egyúttal Kína második császárának a trónra lépése előtti húsz évéről alig lehet tudni bármit is. A dinasztia történetét, a bukást követő mintegy száz évvel később lejegyző Sze-ma Csien (Sima Qian) művében, A történetíró feljegyzéseiben nem szentel neki külön fejezetet, hanem csak a Csin (Qin)-dinasztia történetét leíró 5. fejezetben, illetve az első császár, Csin Si Huang-ti (Qin Shi Huangdi) évkönyvében, a 6. fejezetben értekezik uralkodásának rövidke három esztendejének részleteiről.
Mivel az édesapja maga az első császár volt, értelemszerűen az ő családneve (hszing (xing) 姓) is Jing (Ying) 嬴 volt, a nemzetségneve (si (shi) 氏) pedig Csao (Zhao) 趙. Édesanyja személye ismeretlen, miként pontos születési dátumát sem jegyezték fel, illetve nem maradt fenn.
Az, hogy életének ilyen alapvető adatai is hiányoznak, nem véletlen annak ismeretében, hogy Hu-haj (Huhai) bár az első császár törvényes fiúgyermeke volt, de a sorban mégis csak a 18., vagyis semmiképpen nem ő volt a jogos trónörökös, és végrendeletében Csin Si Huang-ti (Qin Shi Huangdi) sem őt nevezte meg utódjául Csin (Qin) trónján.

## Trónra lépésének körülményei
Csin Si Huang-ti (Qin Shi Huangdi) utolsó éveiben búskomorrá vált, és reménytelenül kereste az örök élet elixírjét. I. e. 210. szeptember 10-én egy ilyen, a birodalom keleti tengerpartra indított expedíciója során hunyt el. Ördögien ravasz miniszterét, Li Sze (Li Si)t is váratlanul érte a felséges uralkodó halála, valahogy időt akart nyerni, hogy az utódlás körülményeit olyan módon tudja alakítani, amely számára kedvező lehet. Az ehhez vezető utat pedig abban látta, ha az elhunyt császár fiai közül valaki olyat segít a trónra, akit kellőképpen a befolyása alatt tud tartani. A törvényes utódlás rendje amúgy is felborult, amikor a császár az elsőszülött fiát, Fu-szu (Fusu)t 扶蘇 eltávolíttatta az udvarból, amikor az felemelte hangját, midőn apja Li Sze (Li Si) tanácsára kivégeztette a négyszázhatvan konfuciánus tudóst. A miniszter azonban nem bízott semmit a véletlenre. Cinkostársával, a császár bizalmas tanácsadójának számító Csao Kao (Zhao Gao) 趙高 eunuchhal egy közösen hamisított császári paranccsal öngyilkosságra kényszerítették Fu-szu (Fusu)t. A császár holttestét titokban szállították vissza a fővárosba, Hszienjang (Xianyang)ba sózott halakkal megrakott szekéren, amelynek az volt a célja, hogy a hat hétig tartó út során oszlásnak indult tetem bűzét valahogy elfedjék. A császár végrendeletét meghamisították, és fiai közül, az uralkodásra talán a legkevésbé alkalmas, Csao Kao (Zhao Gao) tanítványát, Hu-haj (Huhai) ültették trónra „Csin (Qin) második nemzedékéből való császár”, vagyis Csin Er Si Huang-ti (Qin Er Shi Huangdi) néven.

## Uralkodása

### Li Sze(Li Si)kivégzése
A húszesztendős új császár épp csak trónra lépett, s Csao Kao (Zhao Gao) és Li Sze (Li Si) között, rivalizálásuk okán máris elmérgesedett a helyzet. Mivel Csao Kao (Zhao Gao) volt az új császár egykori nevelője, a befolyása is nagyobb lehetett. Elérte, hogy a császár bizalma megrendüljön az őt trónra segítő miniszterrel szemben. Nyilvánvalóan Csao Kao (Zhao Gao) sugallatára a következő levélben fejezte ki a személye iránti elégedetlenségét:

„Apám egy kis ország királyaként kezdte, és egy birodalom alapítója lett. Visszaverte a barbárok támadását, békét teremtett, és palotákat épített diadala örömére... Én alig két éve uralkodom, és a birodalmat mindenfelől rablók fenyegetik... Te nem teljesítetted az első császár utolsó kívánságát, és engem sem szolgálsz hűséggel. Nem vagy méltó a hivatalodra!”

Csao Kao (Zhao Gao), aki akkorra már végezett valamennyi vetélytársával - kíméletlen tisztogatásának miniszterek, hercegek és katonatisztek estek áldozatául - végül i. e. 208-ban, az ekkor már több mint hetven esztendős Li Sze (Li Si)t is kivégeztette annak teljes családjával együtt.
A császár nem törődött a kormányzással és a közügyekkel, minden idejét a fényűző mulatságoknak szentelte. Valójában Csao Kao (Zhao Gao) hozta a rendeleteket, az intézkedéseket, és irányította a birodalmat. Felemelte az adókat, szigorította a büntetéseket, és megnövelte a köz- és kényszermunkások számát. A sorozások gyakoribbá válása miatt végül megnőtt a parasztság elégedetlensége is, amely végül, i. e. 208-ban nyílt lázadássá fajult.

### Chen She-féle felkelés
Az első felkelés i. e. 208-ban a Jangce völgyében, egy szegény földműves, bizonyos Csen Sö (Chen She) 陳涉 vezetésével robbant ki. Csen Sö (Chen She) valójában besorozott katonából társaival dezertőrré vált, majd nyíltan a Csin (Qin)-dinasztia ellen fordult, és hamarosan több ezren csatlakoztak hozzá. A központi kormányzat tehetetlen volt a lázadókkal szemben, akikhez végül már a korábbi fejedelemségek vezetői is csatlakoztak. Csen Sö (Chen She) már nem érte meg a Csin (Qin)-dinasztia i. e. 207-ben bekövetkezett bukását, de emlékét, még a Han-dinasztia idején is ápolták. Sze-ma Csien (Sima Qian) így ír erről:

„Csen Sö (Chen She) bár már meghalt, de a számos uralkodó, hadvezér és miniszter, akiket kiküldött a birodalom minden részére, végül megdöntötték Qin hatalmát. Ez csak azért történhetett meg, mert Csen Sö (Chen She) elsőként fellázadt. Kao-cu (Gaozu) uralkodása alatt (i. e. 202-i. e. 195) harminc családot bíztak meg azzal, hogy ápolja Csen Sö (Chen She) sírját, és a mai napig élvezze a hús-vér áldozatokat.”

## Halála
A császár azonban nemigen törődött a felkelés során a palotába sorra érkező kedvezőtlen hírekkel. Baljós álmok gyötörték, és feltehetően pszichés problémákkal küzdött. Csao Kao (Zhao Gao), hogy megerősítse dominanciáját az udvaroncok között, rávette őket, hogy a császárnak ajándékozott szarvasról ők is állítsák azt, hogy valójában egy ló. Az ifjú császár bár kezdetben ellenkezett, de végül beismerte, hogy a szarvas csakugyan egy ló, és meggyőződött arról, hogy hallucinációk gyötrik. A saját személye és birodalma végső összeomlása előtt, bátor és vakmerő lépésre szánta el magát: menesztette az összes eunuchot, köztük Csao Kao (Zhao Gao)t is. Csao Kao (Zhao Gao) válaszlépésként ekkor emberivel közösen elfoglalta a palotát, és öngyilkosság elkövetésére kényszerítette a császárt.

## Az utódlás
Csao Kao (Zhao Gao) a második császár halálakor, annak unokaöccsét, Fu-szu (Fusu) fiát, Ce-jing (Ziying)et 子嬰 ültette trónra, de már nem császári rangban. Mivel ekkora a Csin (Qin) birodalom szétesett, Ce-jing (Ziying) csak a Csin (Qin) királya (Csin vang (Qin wang) 秦王) címet viselhette. Az új uralkodó 46 nap múlva megadta magát Liu Pang (Liu Bang)nak 劉邦, aki öt évvel később, i. e. 202. február 28-án megalapítja a Han-dinasztiát. Liu Pang (Liu Bang) megkímélte a fiatal király életét, de nem sokkal később, tábornok-társa, Hsziang Jü (Xiang Yu) 項羽 seregével bevette a Csin (Qin) fővárost, Hszienjang (Xianyang)ot 咸陽, és lefejeztette az uralkodót a Csin (Qin)-ház valamennyi tagjával együtt, a várost pedig felgyújtatta.

## Személyéhez kapcsolódó érdekességek
- A kantoni kínai nyelvben az „er si cu (er shi zu) 二世祖” (kantoni jyutping: ji6 sai3 zou2) „második generációs ős” kifejezés a gazdag és befolyásos apjuk révén boldoguló aranyifjakra használt becsmérlő kifejezés.[9]
- A „cse lü vej ma (zhi lü wei ma) 指鹿為馬”, vagyis „a szarvast lónak nevezni” egy afféle szólásmondássá (cseng-jü (chengyu) 成語) vált a kínai nyelvben, amelyet akár szóban, akár írásban olyan helyzetekben használnak, amikor valaki a dominanciáját kinyilvánítja mások felett.[10]